# Héctor Carreto
Héctor Carreto Contreras (Ciudad de México, 18 de marzo de 1953 – Ciudad de México, 29 de enero del 2024) fue un escritor —poeta, antologador, narrador, traductor y editor— mexicano. Autor de la obra Coliseo, ganadora del Premio Nacional de Poesía Aguascalientes en 2002. Miembro del Sistema Nacional de Creadores de Arte (SNCA) en el periodo de 2001 a 2007 y becario del Instituto Nacional de Bellas Artes (INBA/FONAPAS), en poesía, 1978. Fue profesor-investigador de tiempo completo en la Universidad Autónoma de la Ciudad de México (UACM).

## Biografía
Nació en la Ciudad de México el 18 de marzo de 1953. Fue licenciado en lengua y literaturas hispánicas por parte de la Universidad Nacional Autónoma de México (UNAM).
Las primeras lecturas de su infancia fueron dedicadas al mundo de los cómics. Carreto fue un ávido lector de historietas como  El llanero solitario, Batman, Vidas ilustres, grandes viajes, Superman, Clásicos Ilustrados, Clásicos infantiles, entre otras.
Durante su juventud, resultó ser gran fanático de los músicos Bob Dylan y Leonard Cohen, al igual que de la famosa banda de rock inglesa The Beatles, y la obra de Federico García Lorca. En el transcurso de sus estudios universitarios, editó una Revista Literaria, Zona. Interesado en las obras de Catulo y de Marcial, y también de Ezra Pound. Esas lecturas lo convirtieron en epigramista y seguidor de estos poetas.
La poesía de Carreto se publicó en diversas revistas tanto nacionales como extranjeras, por lo que fue traducida a diversos idiomas como el inglés, italiano, portugués, francés y húngaro. Fungió como colaborador y editor de gran cantidad de revistas y suplementos culturales.

## Estilo literario
Retomando la tradición de los poetas líricos romanos Gayo Valerio Catulo y Marco Valerio Marcial, donde se excede en ironía, desencanto y sentido del humor; la poesía de Héctor Carreto se caracterizó por ser esencialmente irreverente. Desacralizó a dos instituciones que el Eurocentrismo llegó a calificar como verdades absolutas: el Estado y la religión.
En algunas de sus obras abundan personajes reales o ficticios de la legendaria Grecia, fusionados con elementos modernos. El poeta se introduce como un personaje de sus propios poemas, y a su vez, transforma a los grandes personajes mitológicos en seres comunes, y a los seres comunes, anónimos.
Todo esto hecho con base en la estructura del Epigrama, considerado el mayor ejercicio del humor en la poesía.

## Obras

### Poesía
- ¿Volver a Ítaca? (UNAM, 1979)[2]
- Naturaleza muerta (UAM-A, 1980)
- La espada de San Jorge (Premiá, 1982)
- Habitante de los parques públicos (Conaculta (luz azul), 1992)
- Incubus (plaquette) (UAM, 1993)
- Antología desordenada (Conaculta/ICA (los cincuenta), 1996)
- Coliseo (Joaquín Mortiz / Planeta, 2002)
- El poeta regañado por la musa: antología personal (Almadía, 2006)
- Poesía portátil 1979-2006 (UNAM, 2009)
- Clase turista (Posdata editores, 2012)
- Testamento de Clark Kent  (Almadía, 2015)
- Picnic (Ediciones (Caletita, 2017)
- Todo tiempo pasado fue mejor (Lectorum, 2019)
- La constelación del gato negro (Darklight Publishing, 2021)
- El oleaje del Ponto: Antologías griega y romana imaginarias (UACM, 2024)

### Antologías
- Los poetas de Tierra Adentro, I y II  Presentación y selección. (Conaculta/Tierra Adentro, 1991 y 1992.)
- Los cuentistas de Tierra Adentro I y II. Presentación y selección. (Conaculta,1991)
- Juan Ramón Jiménez (Selección y prólogo. Material de lectura,UNAM 1997)
- La región menos transparente. Antología poética de la Ciudad de México (Colibrí-Secretaría de Cultura de la Ciudad de México, 2003)
- Vigencia del epigrama (Ediciones Fósforo/ Tipográfica, 2006).
- Sopa de letras. Poemas para niñas y niños (Instituto de cultura SLT, 2017)

### Traducciones
- Ferreira de Loanda, Fernando. Poemas mexicanos. Versión de Héctor Carreto. (UAM-Azcapotzalco, 1982)
- Ivo, Lêdo. Lêdo Ivo.. Selección y traducción de Héctor Carreto (Material de lectura, UNAM, 1988).